# ジャン＝ジャック・ド・ダルデル
ジャン＝ジャック・ド・ダルデル（フランス語: Jean-Jacques de Dardel、簡体字中国語: 戴尚贤、繁体字中国語: 戴尚賢、1954年 - ）は、スイスの外交官、大使。1980年、ジュネーブの国際・開発高等研究所で国際関係論の博士号（Ph.D.）を取得。フランコフォニー国際機関大使（1998～2000年）、NATO大使（2007～2011年）、在フランス大使兼在モナコ大使（2011年）などを経て、2014年より在中国大使兼在モンゴル大使（非常駐）兼在北朝鮮大使（非常駐）。
2014年3月13日、在モンゴル国大使としてウランバートルを訪問し、ツァヒアギーン・エルベグドルジ大統領に信任状を捧呈。同年3月21日、北京の人民大会堂で習近平国家主席に信任状を捧呈。同年5月11日、在北朝鮮大使として平壌を訪問し、万寿台議事堂で最高人民会議常任委員会の金永南委員長に信任状を捧呈。

## 著作
- « Le mayen de Nendaz : de Neuchâtel au Valais au XIXe siècle : histoire et mémoire du chalet Dardel »（エディションズ・アッティンジャー（フランス語版）、2011年）[6]
- « 1663: le renouvellement de l'alliance avec le roi de France : histoire et tapisserie »（ラボール・エト・フィデース（フランス語版）、2013年）[7]